# Gerald Davies
Pour les articles homonymes, voir Davies.
Pas d'image ? Cliquez ici

a Compétitions nationales et continentales officielles uniquement.

b Matchs officiels uniquement.
Thomas Gerald Reames Davies, plus connu sous le nom de Gerald Davies, est né le 7 février 1945 à Llansaint (Pays de Galles). Trois-quart aile de rugby à XV, il joue avec l'équipe du pays de Galles de 1966 à 1978, disputant 46 tests et marquant 72 points. Il compte également cinq capes avec les Lions britanniques, participant à deux tournées, en 1968 en Afrique du Sud où il dispute neuf matchs dont un test, et en 1971 à l'occasion desquels il marque trois essais. Il est membre du  Temple de la renommée World Rugby.

## Biographie

### Joueur

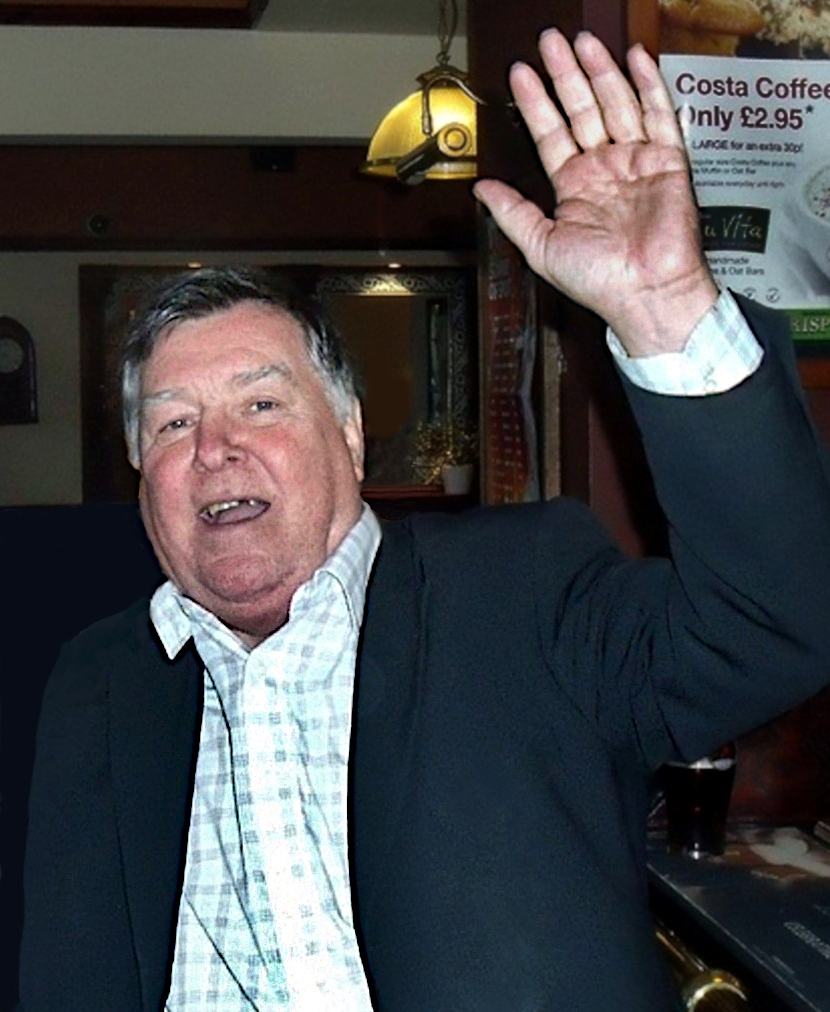
Barry John, joueur avec lequel il commence sa carrière sous le maillot gallois.

Gérald Davies dispute son premier match sous le maillot du pays de Galles en décembre 1966 contre l'Australie à Cardiff lors d'une défaite 14 à 11. Lors de cette rencontre, un autre joueur fait ses débuts sous le maillot gallois, Barry John. Il obtient le même mois sa première sélection avec les Barbarians, contre  les Leicester Tigers. Le mois de janvier suivant, toujours avec les Barbarians, il affronte les Wallabies. Il dispute les quatre rencontres du tournoi 1967, trois défaites contre l'Écosse, l'Irlande et la France et une victoire face à l'Angleterre, rencontre où il inscrit ses deux premiers essais sous le maillot gallois. En avril, il dispute un nouveau match avec les Barbarians, contre les London Wasps, rencontre où il inscrit trois essais. Il participe enuite à une tournée en Afrique du Sud avec Cardiff. Lors de la tournée qu'effectue la Nouvelle-Zélande dans les îles britanniques, il n'est pas retenu avec le quinze du poireau pour le test de Cardiff. Il affronte toutefois  deux fois les  All Blacks, avec l'équipe d'East Wales puis avec les Barbarians.
Lors de l'édition 1968 du tournoi, il dispute deux rencontres.
Il est dans le groupe des joueurs selectionnés pour représenter les Lions britanniques et irlandais en Afrique du Sud lors de la tournée 1968. Il dispute les deux premiers matchs, contre le Western du Transvaal, où il inscrit un essai, puis la Western Province. Il joue également contre la Rhodésie, le Transvaal, l'Eastern Transvaal, le Northern Transvaal et le Boland. Il inscrit un essai contre l'Eastern Transvaal et le Boland, celui-ci étant considéré comme l'essai de la tournée. Il dispute le match suivant, le troisième test de la série, contre les Springboks, une défaite 11 à 6 au Cap. Blessé contre l'Orange Free State, il ne participe pas au dernier test.
Durant l'année 1969, il participe aux trois premières rencontres du pays de Galles, victoire contre l'Écosse et l'Irlande et match nul contre la France. Le pays de Galles, qui s'impose ensuite contre l'Angleterre, remporte son 16e titre dans la compétition, Davies remportant son premier titre. La même année, le pays de Galles se rend en tournée en Australie et Nouvelle-Zélande. Lors de celle-ci, le sélectionneur Clive Rowlands se voit confronter à un grand nombre de blessés. Il convainc Davies de passer du poste de centre à ailier . Cette tournée se solde par deux défaites contre les All Blacks, le pays de Galles s'imposant à Sydney contre les Wallabies sur le score de 19 à 16, Davies inscrivant son premier essai gallois à ce nouveau poste.
Étudiant à Cambridge après un diplôme en éducation physique à l'université de Loughborough, il joue pour Cambridge University Rugby Union Football Club de 1968 à 1971. Il fait une pause avec le quinze gallois et ne dispute pas le tournoi 1970 pour ne pas perturber ses études. Celles-ci se soldent par un diplôme de littérature, ce qui fait de lui l'un des internationaux gallois les plus diplômés de sa génération, avec JPR Williams et John Dawes.
Il renoue avec le quinze gallois à l'occasion du tournoi 1971. Il dispute les quatre rencontres, contre l'Angleterre, victoire 22 à 6 où il inscrit deux essais, l'Écosse, où il inscrit un essai à deux minutes de la fin, transformé par John Taylor, pour une victoire 19 à 18 à Murrayfield, l'Irlande, victoire 23 à 9
 et la France, victoire au stade olympique Yves-du-Manoir sur le score de 9 à 5
. Il remporte ainsi son premier Grand Chelem, le sixième de l'équipe galloise.

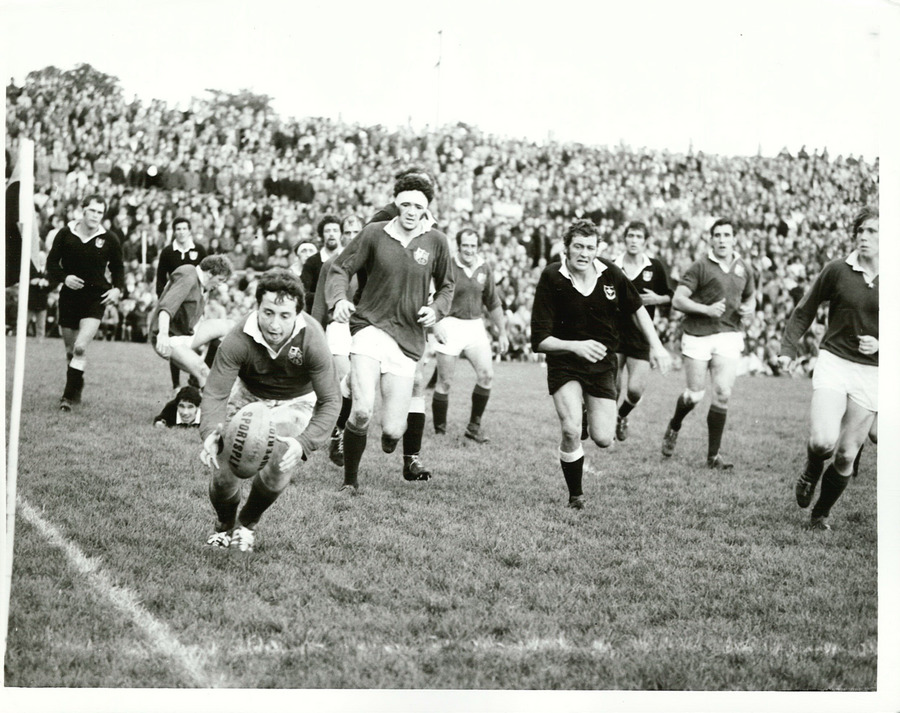
Essai de Davies lors du 3e test, à Wellington

Il participe à sa deuxième tournée avec les Lions, tournée qui se rend en Nouvelle-Zélande. Il participe à dix des 26 rencontres, inscrivant deux essais contre South Canterbury-Mid Canterbury-North Otago, un essai contre Marlborough-Nelson Bays, quatre contre Hawkes Bay. Il joue lors des quatre tests contre les All Blacks,  victoire 9 à 3 à Dunedin, défaite 22 à 12 à Christchurch, rencontre où il inscrit deux essais, victoire 13 à 3 à Wellington où il inscrit un essai, et match nul 14 partout à Auckland. C'est la première équipe des Lions, et toujours la seule après la tournée de 2017, à remporter une série de test en Nouvelle-Zélande.
Gerald Davies participe aux trois victoires du tournoi 1972, Après une victoire contre les Anglais à Twickenham, il inscrit un essai contre les Écossais puis contre les Français à Cardiff. En raison des événements politiques, notamment le massacre de Derry, les Gallois ne se rendent pas en Irlande. Cette décision est liée aux menaces de mort reçues par de nombreux joueurs, dont Gerald Davies, Gareth Edwards, Barry John et John Bevan. Au mois de décembre de la même année, le pays de Galles reçoit la Nouvelle-Zélande. Blessé, il ne joue pas le match opposant les All Blacks face aux Barbarians.
Le mois de janvier suivant, il dispute un match contre l'Angleterre dans le cadre du tournoi, inscrivant un essai lors de la victoire 25 à 9.L'Écosse s'impose à domicile puis les Gallois battent à Cardiff l'Irlande 16 à 12 avant d'aller s'incliner à Paris sur le score de 12 à 3 au parc des Princes. Les cinq équipes terminent à égalité avec un bilan de deux victoires et deux défaites. En octobre, il inscrit deux essais avec les Barbarians lors d'un match contre Coventry. En novembre, le pays de Galles s'impose à domicile 24 à 0, Davies inscrivant l'un des trois essais de son équipe.
Lors du tournoi 1974, il est absent lors du match en Irlande. Il participe à la victoire contre l'Écosse, au nul contre la France et la défaite en Angleterre. Il est de nouveau pressenti pour partir en tournée avec les Lions, lors de la tournée 1974 qui a lieu en Afrique du Sud. Il refuse cette sélection, déclarant que la période n'est pas la meilleure pour lui avec un nouveau travail et une jeune famille. Il admet plus tard que l'Apartheid était aussi une composante importante de son choix, n'ayant pas bien vécu ses deux expériences précédentes de tournée en Afrique du Sud.
Il renoue avec la victoire lors du tournoi 1975 où le pays de Galles s'impose 25 à 10 au Parc des Princes, Davies marquant l'un des cinq essais de sa sélection puis 20 à 4 à Cardiff contre l'Angleterre, avec un nouvel essai de Davies. L'Écosse s'impose à domicile, avant que le pays de Galles ne remporte le match contre l'Irlande, avec un essai de Davies, victoire qui assure la victoire dans le tournoi.
Il remporte son deuxième Grand Chelem lors de l' édition 1976 du tournoi, le septième pour les Gallois
. Ils s'imposent 21 à 9 à Twickenham face aux Anglais, 28 à 6 à Cardiff contre les Écossais, 34 à 9 à Lansdowne Road contre l'Irlande, deux essais de Davies, et 19 à 13 face aux Français, qui comptent alors deux victoires en deux matchs et doivent affronter les Anglais lors de la dernière journée.
La tentative de réaliser un nouveau Grand Chelem lors du tournoi 1977 est réduite à néant dès la deuxième journée où les Gallois s'inclinent au Parc des Princes face aux Français
 qui, eux, vont réaliser ce Grand Chelem en alignant lors des quatre rencontres les mêmes joueurs. Les Gallois s'imposent lors des trois autres rencontres, 25 à 9 contre les Irlandais avec un essai de Davies, 14 à 9 contre les Anglais et 18 à 9 contre les Écossais.
Il décline la sélection pour la tournée 1977 en Nouvelle-Zélande. La même année, en août, il joue un match avec le XV mondial contre les Springboks. En décembre, il joue et marque un essai dans un match opposant Moseley à une équipe désignée sous le nom International Rugby Writers XV, composée de joueurs des Lions, afin de récolter des dons en faveur de la famille de Sam Doble (en), international anglais mort en septembre d'un cancer. 
Davies participe aux trois victoires contre l'Angleterre, l'Écosse et l'Irlande lors du tournoi 1978. Le quatrième match, contre la France, doit être son dernier du tournoi, comme pour Gareth Edwards, Phil Bennett et Terry Cobner, mais Davies se blesse peu avant, étirement d'un ischio-jambier en jouant pour Cardiff contre Orrell. La victoire de ses coéquipiers lui permet de remporter son troisième Grand Chelem. 
Davies se rend en tournée en Australie. Les Wallabies s'imposent lors du premier test, 18 à 8 à Brisbane avec un essai de Davies. Lors du deuxième match à Sydney perdu 19 à 17, il se voit confier le rôle de capitaine pour son dernier test. Son essai lors de ce match lui permet d'égaler le record de 20 essais sous le maillot Gallois détenu par Gareth Edwards, record qui dura seize ans avant d'être battu par Ieuan Evans.
Il est introduit au sein du Temple de la renommée World Rugby en 2015.

### Dirigeant
Gerald Davies est nommé manager lors de la tournée 2009 des Lions britanniques en Afrique du Sud.
Il est désigné chairman lors de la tournée 2017.
En septembre 2019, il est nommé président de la Welsh Rugby Union, dont le chairman est Gareth Davies, succédant à Dennis Gethin, en poste depuis douze ans.

### Journaliste
Après sa carrière de joueur, il occupe un poste de journaliste au sein de la BBC et du journal The Times.

## Palmarès

### Pays de Galles
Gerald Davies compte 46 tests avec le pays de Galles, entre le 3 décembre 1966 à Cardiff contre l'Australie et le 17 juin 1978 contre le même adversaire à Sydney. Son bilan est de 29 victoires, quatorze défaites et trois matchs nuls. Il inscrit vingt essais, pour un total de 72 points.
Il participe à onze éditions du Tournoi des Cinq Nations (en 1967, 1968, 1969, 1971, 1972, 1973, 1974, 1975, 1976, 1977 et 1978), remportant six éditions (en 1969, 1971, 1973, 1975, 1976, 1978) dont trois Grands Chelems (en 1971, 1976 et 1978). Dans cette compétition, il prend part à 38 rencontres, marquant seize essais pour 57 points.
Il dispute un match en tant que capitaine de la sélection galloise, son dernier, en juin 1978 contre l'Australie.

#### Tournoi des Cinq Nations
| Édition           | Rang       | Résultats pays de Galles | Résultats G. Davies | Matchs G. Davies |
| ----------------- | ---------- | ------------------------ | ------------------- | ---------------- |
| Cinq Nations 1967 | 5          | 1 v, 0 n, 3 d            | 1 v, 0 n, 3 d       | 4/4              |
| Cinq Nations 1968 | 4          | 1 v, 1 n, 2 d            | 1 v, 1 n, 0 d       | 2/4              |
| Cinq Nations 1969 | 1          | 3 v, 1 n, 0 d            | 2 v, 1 n, 0 d       | 3/4              |
| Cinq Nations 1971 | 1          | 4 v, 0 n, 0 d            | 4 v, 0 n, 0 d       | 4/4              |
| Cinq Nations 1972 | Non classé | 3 v, 0 n, 0 d            | 3 v, 0 n, 0 d       | 3/3              |
| Cinq Nations 1973 | Égalité    | 2 v, 0 n, 2 d            | 2 v, 0 n, 2 d       | 4/4              |
| Cinq Nations 1974 | 2          | 1 v, 2 n, 1 d            | 1 v, 1 n, 1 d       | 3/4              |
| Cinq Nations 1975 | 1          | 3 v, 0 n, 1 d            | 3 v, 0 n, 1 d       | 3/4              |
| Cinq Nations 1976 | 1          | 4 v, 0 n, 0 d            | 4 v, 0 n, 0 d       | 4/4              |
| Cinq Nations 1977 | 2          | 3 v, 0 n, 1 d            | 3 v, 0 n, 1 d       | 4/4              |
| Cinq Nations 1978 | 1          | 4 v, 0 n, 0 d            | 3 v, 0 n, 0 d       | 3/4              |

Légende : v = victoire ; n = match nul ; d = défaite ; la ligne est en gras quand il y a Grand Chelem.

### Lions britanniques et irlandais
Avec les Lions britanniques et irlandais, il participe à deux tournées, en 1968 en Afrique du Sud où il dispute neuf matchs (un test), et en 1971 en Nouvelle-Zélande, dix matchs dont les quatre tests, deux victoires, un nul et une défaite et inscrivant trois essais. Au total, il dispute 19 rencontres, inscrivant treize essais, trois en 1968 et dix en 1971.

### Barbarians
Avec les Barbarians, il dispute dix matchs, inscrivant huit essais, disputant notamment deux matchs contre les Wallabies en 1967 et 1976, et deux contre les All blacks en 1967 et 1974. Il inscrit huit essais et une transformation pour 29 points.

## Œuvre
- (en) Gerald Davies: An Autobiography, Londres, Allen & Unwin, 1979 (ISBN 9780047960529).
- (en) The Greatest Welsh Tries Ever, Gomer Press, 5 novembre 2013, 160 p. (ISBN 978-1-84851-738-7).